# ボギスラフ8世 (ポメラニア公)

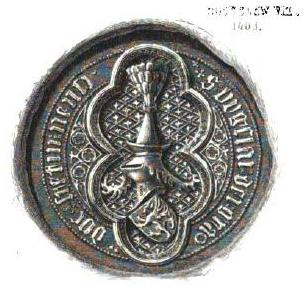
ボギスラフ8世のシール（1403年）

ボギスラフ8世（ドイツ語：Bogislaw VIII., 1364年ごろ - 1418年2月11日）またはボグスワフ8世（ポーランド語：Bogusław VIII）は、ポメラニア＝スウプスク（シュトルプ）公（在位：1395年 - 1418年）。また、1387年からカミエン司教区の管理者を務め、1394年から1398年までカミエン司教となった。

## 生涯

### 生い立ち
ボギスラフ8世はポメラニア公ボギスラフ5世と、ブラウンシュヴァイク＝グルーベンハーゲン公エルンスト1世の娘アーデルハイトとの間の次男として生まれた。1368年から1372年の間にポメラニア公領が分割されると、父ボギスラフ5世はスウプスク（シュトルプ）周辺の東部の土地を受け取った。1374年に父ボギスラフ5世が亡くなると、父とポーランド王カジミェシュ3世の娘エルジュビェタの間に生まれた長男でボギスワフの異母兄であるカジミール4世が跡を継いだ。その3年後、カジミール4世が従兄弟であるピャスト家のヴワディスワフ白公とポーランドの遺領をめぐって戦い殺害されたため、ボギスラフ8世は同母兄弟のヴァルティスラフ7世、バルニム5世とともにポメラニア＝スウプスクの共同統治者となった。

### ヴァルティスラフ7世およびバルニム5世との共同統治
ボギスラフ8世は次男として聖職につく予定であったともみられ、1386年に当時ドイツ王であったボヘミア王ヴェンツェルの宰相ヨハン・ブルンがカミエン司教に任命されることに疑いの目を向けていた。司教座の自治を擁護するために、ボギスラフ8世は翌年に聖堂参事会と合意し、教区管理者の権利をが与えられた。ボギスラフは司教からの反対を受けたものの、これを勝ち取り、1394年にヨハン・ブルンが死去すると自ら司教職を引き継いだが、4年後にヘウムノ司教ニコラウスに譲って辞任した。
ボギスラフとその兄弟たちのポメラニア統治は、東の隣国であるポーランド王国とドイツ騎士団国との間の対立の影響を受けた。ポメラニア公らは、その領土がポーランドの支配を受けていないプロイセンへの唯一の陸路であったため、頻繁に寝返ることによってこの対立を利用した。リトアニア大公ヨガイラが（ヴワディスワフ2世ヤギェウォとして）ポーランド王に即位すると間もなく、ポメラニア＝シュトルプ公は同盟を離脱し、1388年後半にはカジミェシュ3世の相続人であるとする主張を部分的に尊重することを約束していたポーランド側についた。その後、ポメラニア＝シュトルプの貴族たちはドイツ騎士団を襲いその補給路を奪ったが、これはケスリン（コシャリン）の要塞を含む多くの貴族の拠点を破壊するなどの反撃を受けることとなった。これに対し、ボギスラフ8世、バルニム5世およびヴァルティスラフ7世はポーランド王の側に立ち、相互の貿易緩和を交渉することとした。

### 兄弟の死
1395年に兄弟のヴァルティスラフ7世が亡くなると、ボギスラフと弟バルニム5世は、ポーランドと絶えず対立を続けていた隣国のポメレリア（グダニスク・ポメラニア）のプロイセンと、経済的信用と引き換えに補給路を守る協定を結んだ。ボギスラフらの親族であるポメラニア＝シュチェチン公スヴァンティボル3世とその弟ボギスラフ7世は1395年に寝返り、経済的援助と引き換えに騎士団と同盟を結んだ。しかし、1397年にバルニム5世はポーランドと同盟を結び、ヴィータウタスの姪ヘートヴィヒと結婚し、1401年から1402/4年に亡くなるまでヨガイラに仕えた。

### 単独統治
ポメラニア＝シュトルプの唯一の統治者となったボギスラフ8世は、いくつかの教会領をめぐってカミエン司教ニコラウスと対立し、その結果ニコラウスは追放され、1410年にマグヌス・フォン・ザクセン＝ラウエンブルクが任命された。弟のバルニムと同様、ボギスワフもまた ヨガイラに仕えたが、1407年から1408年の間に寝返り、騎士団長ウルリヒ・フォン・ユンギンゲン率いるドイツ騎士団と同盟を結び、両国間の国境を決定した。それにもかかわらず、ボギスラフはいかなる軍事的支援も拒否し、1410年7月に騎士団がタンネンベルクの戦いで敗北すると、再び寝返ってポーランドと同盟を結び、以前にポーランドがドイツ騎士団から獲得していたビュートウ、チュウフフ、プロイッシュ・フリーラント、バルデンブルク、ハンマーシュタインおよびシフェルバインを譲り受けることとなった。しかし、これは1411年の第一次トルンの和約により取りやめとなった。
ボギスラフはヨガイラとの同盟を支持したが、1414年にカミエン教区のコンラート・ボノウはボギスラフとヨガイラの両方に対抗するためドイツ騎士団と同盟を結び、すぐに休戦となった。1417年、ボギスラフとドイツ騎士団はハンマーシュタインに国境を定め、争いは終結した。ボギスラフ8世は1418年に亡くなり、カミエン大聖堂に埋葬された。息子のボギスラフ9世が公領を継承し、ボギスラフ9世は他のポメラニア公とともに1423年に再びドイツ騎士団と同盟を結んだ。

## 結婚と子女
ボギスラフ8世はホルシュタイン＝レンズブルク伯ハインリヒ2世の娘ゾフィー・フォン・ホルシュタインと結婚し、以下の子女をもうけた。
- ボギスラフ9世（1407/10年 - 1446年） - ポメラニア公
- アーデルハイト（1410年 - 1444/5年以降） - 1429年にザクセン＝ラウエンブルク公ベルンハルト2世と結婚
- インゲボルク - メクレンブルク＝シュタルガルト公ハインリヒと結婚